# 吉野 (ゲイバー)
吉野（よしの）とは、吉野ママこと吉野寿雄が、1964年（昭和39年）に東京・六本木の雑居ビル2階に開いたゲイバーである。当初は7坪ほどの小さな店だった。各界の著名人らが訪れたが、六本木ヒルズ建設に伴う立ち退き移転を迫られたため、2002年（平成14年）に閉店した。

## 吉野を訪れた著名人
政界、財界人のほか、芸能界・スポーツ界からは、美空ひばり、石原裕次郎、高倉健、長嶋茂雄、坂本九、泉ピン子、沢田研二ら数多くの人々が訪れた。

## 吉野寿雄の略歴
1930年（昭和5年）東京・両国生まれ。
小学校の頃、男らしさを求められることに違和感を覚える。高等科を卒業する（今の中学2年生）直前、東京大空襲に遭う。何度も焼け出され、転々としたが、幸い家族は無事で練馬の江古田で終戦を迎えた。
17歳で銀座のダンスホール「美松」でボーイとして働き出すが、"おしまママ”こと島田正雄にスカウトされ、島田が新橋の烏森神社境内で始めた日本初のゲイバー「やなぎ」に移る。やなぎには江戸川乱歩、ミヤコ蝶々、アラン・ドロン、ピエール・カルダン、イヴ・サン＝ローランなどの著名人も訪れた。
美松で働く合間に出入りしていた数寄屋通りの喫茶店兼倶楽部「ブランシック」で三島由紀夫と知り合う。三島の小説『禁色』の中で、自分ほどの美少年はいないと思っている“オアシスの君ちゃん”のモデルは吉野である。ブランシックではボーイとして働く美輪明宏とも出会った。
31歳で独立し、銀座に「ボンヌール」を開店。1964年の東京オリンピック開幕間際、六本木に「吉野」を開店するが、六本木ヒルズの開発に伴う立ち退きを機に、2002年閉店した。
2020年（令和2年） 7月に公開のはるな愛による映画初監督作品『mama』では、主演を務めた。

### 出演
映画
- 網走番外地 北海篇（1965年、東映） - 7番
- 網走番外地 大雪原の対決（1966年、東映） - お芳
- mama（2020年、シネマスコーレ） - 本人 役

テレビ
- ウチくる!?（2003年11月30日、フジテレビ）
- スパモク!!「あたしら!カーマ協同組合」（2017年7月12日、TBSテレビ）
- 私のリスペクト!歴史をちょっと動かした偉人伝 劇団ひとり主催の夜会に芸能人集結! （2016年8月3日、日本テレビ）

ラジオ
- 安住紳一郎の日曜天国（TBSラジオ） - 2013年から年末（12月）に出演